# Google Primer
Google Primer був безкоштовною мобільною програмою від Google, розробленою для навчання цифрового маркетингу та бізнес- навичок власникам малого та середнього бізнесу, стартапам і шукачам роботи за допомогою 5-хвилинних інтерактивних уроків. Це було частиною ініціатив Google Grow with Google і Digital Unlocked.
Primer офіційно дебютував у Сполучених Штатах 15 вересня 2015 року, а раніше був доступний у Латинській Америці, Індонезії, Індії, Канаді та Австралії. 17 травня 2018 року Google Primer зазнав редизайну, щоб зробити його доступнішим для всіх користувачів і надати новий вміст уроків щодо доступності.
Станом на 2023 рік додаток Google Primer було припинено та вилучено з магазинів програм, а URL-адреса попереднього веб-сайту програми, yourprimer.com, тепер переспрямовує на домашню сторінку веб-сайту Grow With Google. Офіційного повідомлення про видалення програми не було.